# Iglesia de Santa María (Gumiel de Izán)

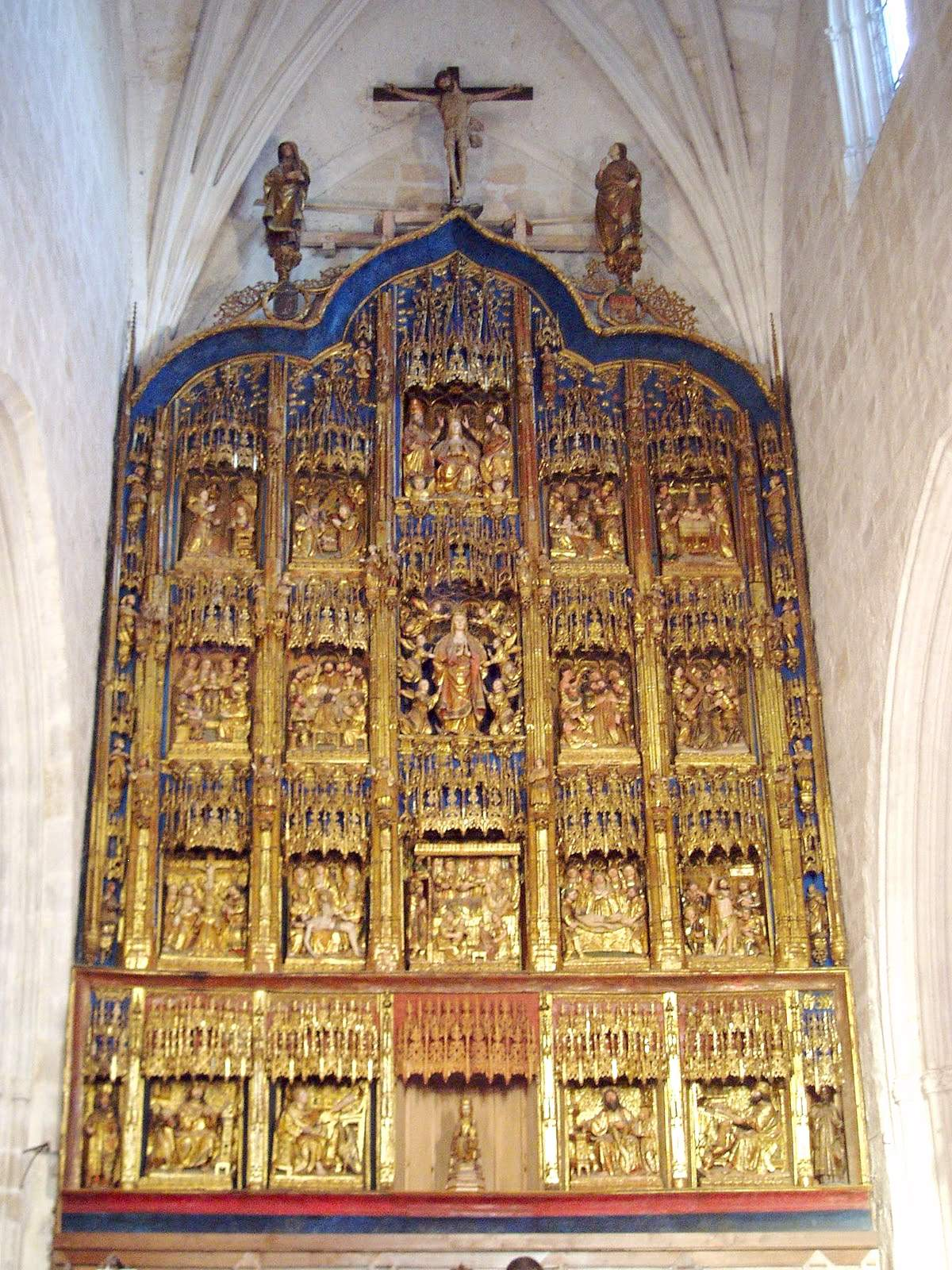
Retablo mayor

La iglesia parroquial de Santa María ocupa el lado norte de la plaza Mayor de Gumiel de Izán (Provincia de Burgos, España).

## Características
La iglesia actual, gótica, se construyó sobre una anterior de la que se conserva una puerta en el lado norte. La fachada y escalinatas son barrocas.
En el interior, de tres naves, destaca el retablo del altar mayor, tardogótico, de principios del XVI, que narra en grupos escultóricos distintas escenas de la vida de Jesús así como de la Virgen María. Las tallas dedicadas a la Virgen ocupan la calle central del retablo: nacimiento, asunción y coronación. Se remata el retablo con un calvario. Otros personajes, como el rey David con el arpa desenfundada, completan el conjunto, cuyas piezas han viajado a la exposición Las Edades del Hombre en distintas ocasiones. En la exposición que tuvo lugar en Bruselas (1996), Gumiel participó con una pieza excepcional: una virgen románica sedente del siglo XII.
Varias capillas, de las que sobresalen la del Rosario y la del Cristo de la Paciencia, ambas al lado oeste, completan el conjunto. La bóveda es de crucería y en algunos de sus nudos se pueden contemplar los escudos de algunos de sus mecenas. Igualmente en la capilla de San Miguel pueden verse los escudos de la familia del Marqués de Santillana que aunque fue señor de Gumiel durante tan solo 6 años, dejó su huella en la construcción de la iglesia.
El baptisterio está en una capilla, situada en el fondo a mano izquierda, con la pila bautismal en el centro. Esta, del siglo XV, es de grandes dimensiones, realizada en piedra de Espejón. Está decorada con doce arcos trilobulados que acogen relieves de los doce apóstoles. En las paredes hay una colección de reliquias de santos.
Cuenta además con otros altares interesantes como el de San Pedro (renacentista), el de la Virgen del Rosario (barroco) y el Cristo de la Paciencia (siglo XIII). En la capilla de la Virgen de Rosario se expone además una pila bautismal, proveniente de la ermita de Santa Marina de Revilla, ya desaparecida, y de una colección de capiteles románicos provenientes del también desaparecido convento cisterciense de San Pedro. Un Cristo Yacente articulado, de la escuela castellana, es otra pieza que conviene destacar.
En la sacristía hay un pequeño museo con importantes piezas como la imagen románica conocida como la Virgen de Tremello, y la talla gótica del Cristo de Reveche.